# Brian Orser
Brian Ernest Orser, OC (* 18. Dezember 1961 in Belleville, Ontario) ist ein ehemaliger kanadischer Eiskunstläufer, der im Einzellauf startete. Er ist der Weltmeister von 1987.

## Werdegang
Orser wurde in Belleville, Ontario geboren. Seine Eltern sind JoAnne und Butch Orser, er hat vier Geschwister.
Sein Trainer war Dough Leigh, der später auch Elvis Stojko zum Eiskunstlaufweltmeister formte. Bei Leigh trainierte er in der Mariposa School of Skating.
Nachdem er kanadischer Meister bei den Anfängern und den Junioren geworden war, gewann Orser 1980 seine erste Meisterschaft bei den Senioren. Es sollten sieben weitere folgen. 1981 gab er sein Weltmeisterschaftsdebüt und wurde Sechster. Seine erste Weltmeisterschaftsmedaille gewann er 1983 mit Bronze hinter Scott Hamilton und Norbert Schramm.
Orser war als „Mr. Triple Axel“ bekannt. Als er 1979 kanadischer Juniorenmeister wurde, war er der zweite Eiskunstläufer, der einen dreifachen Axel stand; in dieser Zeit versuchten bei den Senioren nur die wenigsten diesen Sprung überhaupt. Im Laufe der nächsten Jahre zeigte er den dreifachen Axel öfter und konstanter als jeder andere Eiskunstläufer. Orser war auch der erste Eiskunstläufer, der einen dreifachen Axel erfolgreich bei Olympischen Spielen zeigte. Dies gelang ihm 1984 in Sarajewo. Er gewann die Silbermedaille hinter Scott Hamilton. Auch bei der anschließenden Weltmeisterschaft gewann er Silber hinter dem Amerikaner. Orsers Schwierigkeiten in den Pflichtfiguren kosteten ihn beide Male die Goldmedaille.
Nach dem Rücktritt von Scott Hamilton wäre der Weg frei gewesen für Orser, der dominierende Eiskunstläufer zu werden. 1985 jedoch unterlag er Alexander Fadejew bei den Weltmeisterschaften, der nun auch den dreifachen Axel im Programm hatte. Orser reagierte darauf und nahm zwei dreifache Axel in sein Programm auf. Bei der Weltmeisterschaft 1986 reichte es dennoch hauchdünn wieder nur zur Vize-Weltmeisterschaft, diesmal hinter Brian Boitano. 1987 in Cincinnati wurde Orser schließlich Weltmeister und ging in die Geschichte ein als der erste Eiskunstläufer, der bei einer Weltmeisterschaft zwei dreifache Axel in der Kür stand und drei im Turnier insgesamt.
Bei den Olympischen Spielen 1988 in Calgary kam es in Orsers Heimatland zur „Battle of the Brians“ (Schlacht der Brians). Orser war in der Olympiasaison bis dahin ungeschlagen, seine letzte Niederlage war bei der WM 1986 gegen Boitano. Orser war Fahnenträger für Kanada bei der Eröffnungsfeier der Olympischen Spiele. Im Turnier platzierte er sich als Dritter bei den Pflichtfiguren, Erster im Kurzprogramm und Zweiter in der Kür und musste sich damit wieder Boitano geschlagen geben, wie auch bei der anschließenden Weltmeisterschaft. Den Sieg vergab er sich durch einen missglückten Dreifachflip. Auch galt Boitano choreographisch unter Sandra Bezic als verbessert. Seit 1982 hatte er immer das Podium erreicht. Aufgrund seiner vielen Silbermedaillen hatte Orser den Ruf des „Silberlings“.

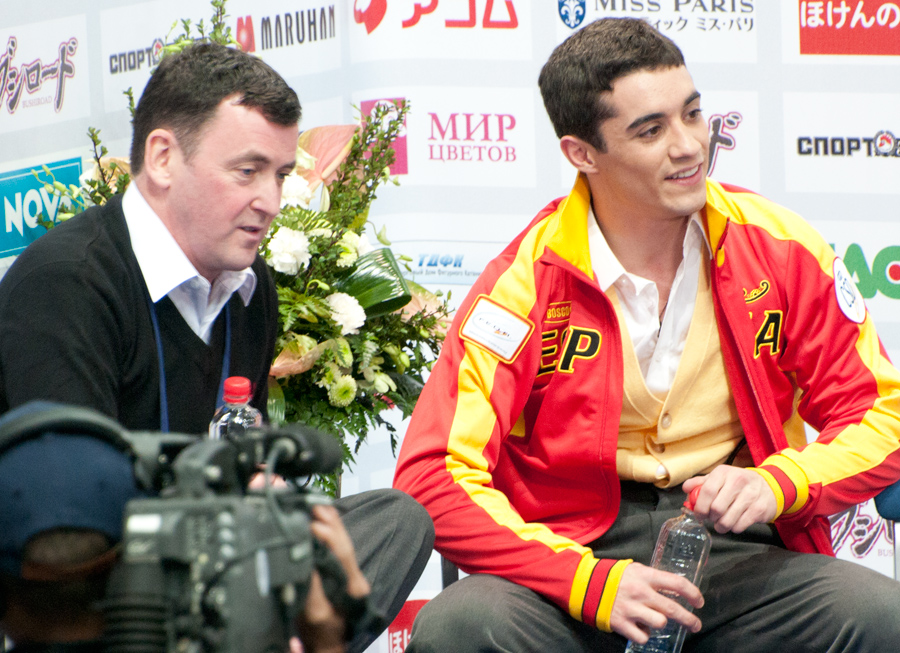
Brian Orser mit seinem Schüler Javier Fernández López beim Cup of Russia 2011

1988 beendete er seine Amateurlaufbahn und wurde Profi. Er tourte für viele Jahre mit Stars on Ice. Seinen letzten Auftritt dort hatte er 2007. Orser gewann einen Emmy für seine Darbietung in Carmen on Ice.
1985 wurde ihm die höchste kanadische Auszeichnung, die Mitgliedschaft im Kanada-Orden, verliehen und 1988 wurde er zum Offizier dieses Ordens befördert. 1989 wurde er in die Canadian Sports Hall of Fame aufgenommen, 1995 in die Canadian Olympic Hall of Fame und 2009 schließlich in die World Figure Skating Hall of Fame.
Im November 1998 wurde Brian Orser von seinem ehemaligen Lebenspartner auf Unterhalt verklagt. Als Nebeneffekt wurde dadurch Orsers Homosexualität öffentlich.
Inzwischen arbeitet er auch erfolgreich als Trainer. Von 2006 bis August 2010 trainierte er die südkoreanische Olympiasiegerin Kim Yu-na. 2011 wurde er Trainer von Javier Fernández López und führte ihn zu zwei Weltmeistertiteln. Seit April 2012 betreut er auch den japanischen Eislauf-Star Yuzuru Hanyū und verhalf diesem unter anderem zum Sieg bei den nationalen Meisterschaften im Dezember 2013 sowie seitdem zu zwei Weltmeistertiteln und zwei Olympiasiegen.

## Ergebnisse
| Wettbewerb / Jahr           | 1978 | 1979 | 1980 | 1981 | 1982 | 1983 | 1984 | 1985 | 1986 | 1987 | 1988 |
| --------------------------- | ---- | ---- | ---- | ---- | ---- | ---- | ---- | ---- | ---- | ---- | ---- |
| Olympische Winterspiele     |      |      |      |      |      |      | 2.   |      |      |      | 2.   |
| Weltmeisterschaften         |      |      |      | 6.   | 4.   | 3.   | 2.   | 2.   | 2.   | 1.   | 2.   |
| Juniorenweltmeisterschaften | 4.   |      |      |      |      |      |      |      |      |      |      |
| Kanadische Meisterschaften  | 3. J | 1. J | 4.   | 1.   | 1.   | 1.   | 1.   | 1.   | 1.   | 1.   | 1.   |

- J = Junioren

## Filmografie
- Brian Orser skating free, mit Brian Boitano, Tracy Wilson/Robert McCall, Toller Cranston
- 1990: Carmen on Ice (Deutschland), gemeinsam mit Katarina Witt und Brian Boitano
- 1991: "Night Moves" TV-Special, gemeinsam mit Katarina Witt
- 1994:The Planets, Regie Barbara Willis Sweete, zusammen mit Paul und Isabelle Duchesnay